# Graciano Municeps
Graciano Municeps fu un leggendario sovrano britannico, menzionato da Goffredo di Monmouth nella sua poco attendibile Historia Regum Britanniae. Dopo la morte dell'imperatore Magno Massimo, Graciano usurpò a sua volta il trono britannico spodestando il legittimo re Dionoto.
Graciano aveva servito sotto il comando di Massimo durante le sue campagne militari in Europa e fu mandato in Britannia a combattere Wanius e Melga, rispettivamente re dei Pitti e degli Unni, che furono da lui sconfitti e si rifugiarono in Irlanda. Dopodiché strappò il potere in Britannia a Dionoto, instaurando un regno di terrore, che scatenò l'ira del popolo, che alla fine lo uccise. A lui successe Costantino II, fratello di re Aldroeno di Bretagna, o, secondo altre fonti, Conan Meriadoc, genero di Dionoto.
Storicamente, il predecessore di Costantino fu Graziano, sulla cui figura si basa probabilmente la storia di Goffredo. Nel capitolo XI della sua Historia Ecclesiastica Gentis Anglorum, Beda il Venerabile dà a questo Graziano storico l'epiteto di Municeps, ragion per cui sembra di dover distinguere questo Graziano dall'imperatore Graziano ucciso dall'usurpatore Magno Massimo.